# Liriomyza diminuella
Liriomyza diminuella är en tvåvingeart som beskrevs av Spencer 1961. Liriomyza diminuella ingår i släktet Liriomyza och familjen minerarflugor. Inga underarter finns listade i Catalogue of Life.